# ATPase transporteuse d'arsénite
L'ATPase transporteuse d'arsénite est une hydrolase qui catalyse la réaction :
ATP + H2O + AsO33−interne  {\displaystyle \rightleftharpoons }  ADP + Pi + AsO33−externe.
Cette enzyme bactérienne a pour fonction de pomper les ions arsénite AsO33− et antimonite SbO33−. Elle est généralement constituée de deux sous-unités, la première étant un domaine transmembranaire à douze segments formant le canal ionique et la seconde portant, hors de la membrane, le site de liaison à l'ATP.